# Tacna (Metropolitano)
La estación Tacna es una estación intermedia del Metropolitano en la ciudad de Lima. Está ubicada en la intersección de la avenida Emancipación con la avenida Tacna, en el distrito de Lima.

## Características
La estación está en superficie, tiene dos plataformas para embarque de pasajeros separadas físicamente (una para cada sentido de viaje) por la avenida Tacna, ambas tienen ingresos accesibles para personas con movilidad reducida. Dispone de máquinas de autoservicio y taquilla para la compra y recarga de tarjetas.
Próximo a la estación se ubica la Iglesia Las Nazarenas y la entrada al centro histórico de Lima.

## Servicios
La estación es atendida por los siguientes servicios:
| Servicio troncal | Indicador  | Lunes a viernes | Lunes a viernes | Sábado        | Domingo       |
| Servicio troncal | Indicador  | Norte a Sur     | Sur a Norte     | Sábado        | Domingo       |
| ---------------- | ---------- | --------------- | --------------- | ------------- | ------------- |
| Regular          | Regular A  | 05:00 - 23:00   | 05:00 - 23:00   | 05:00 - 23:00 | 05:00 - 22:00 |
| Regular          | Regular C  | 05:00 - 23:00   | 05:00 - 23:00   | 05:00 - 23:00 | 05:00 - 22:00 |
| Expreso          | Expreso 10 | 06:00 - 09:00   | Sin Servicio    | Sin Servicio  | Sin Servicio  |

## Conexiones
Por proximidad, la estación tiene conexión con seis servicios de los corredores complementarios.
| Corredores Complementarios | Corredores Complementarios      | Corredores Complementarios        | Corredores Complementarios                              |
| Servicio                   | Ruta                            | Paradero                          | Horario                                                 |
| -------------------------- | ------------------------------- | --------------------------------- | ------------------------------------------------------- |
| 301                        | 24 de Junio - Plaza Butters     | Moquegua (N-S) Emancipación (S-N) | 04:30 - 23:00 (L-V) 05:00 - 23:30 (S) 05:00 - 23:00 (D) |
| 303                        | Caja de Agua - Pardo            | Huancavelica (N-S) Moquegua (S-N) | 05:30 - 22:00 (L-V) 05:30 - 21:30 (S)                   |
| 305                        | Condominios - Pardo             | Moquegua (N-S) Emancipación (S-N) | 05:00- 23:00 (L-S) 05:00 - 22:30 (D) 23:00 - 04:00(L-D) |
| 336                        | 24 de Junio - Pardo             | Huancavelica (N-S) Ica (S-N)      | 05:00 - 23:00 (L-S)                                     |
| 412                        | La Capilla - Nicolás de Piérola | Ica (Ambos sentidos)              | 04:50 - 23:00 (L-S) 05:00 - 22:30 (D)                   |

## Galería
|                                    |
| Vista interna de la Estación Tacna |

|                                 |
| Señalética de la Estación Tacna |

|                                                    |
| Señalética de embarque al sur de la Estación Tacna |

|                                        |
| Puerta automática de la Estación Tacna |

|                                    |
| Mapa de línea en la Estación Tacna |